# Tì-kheo

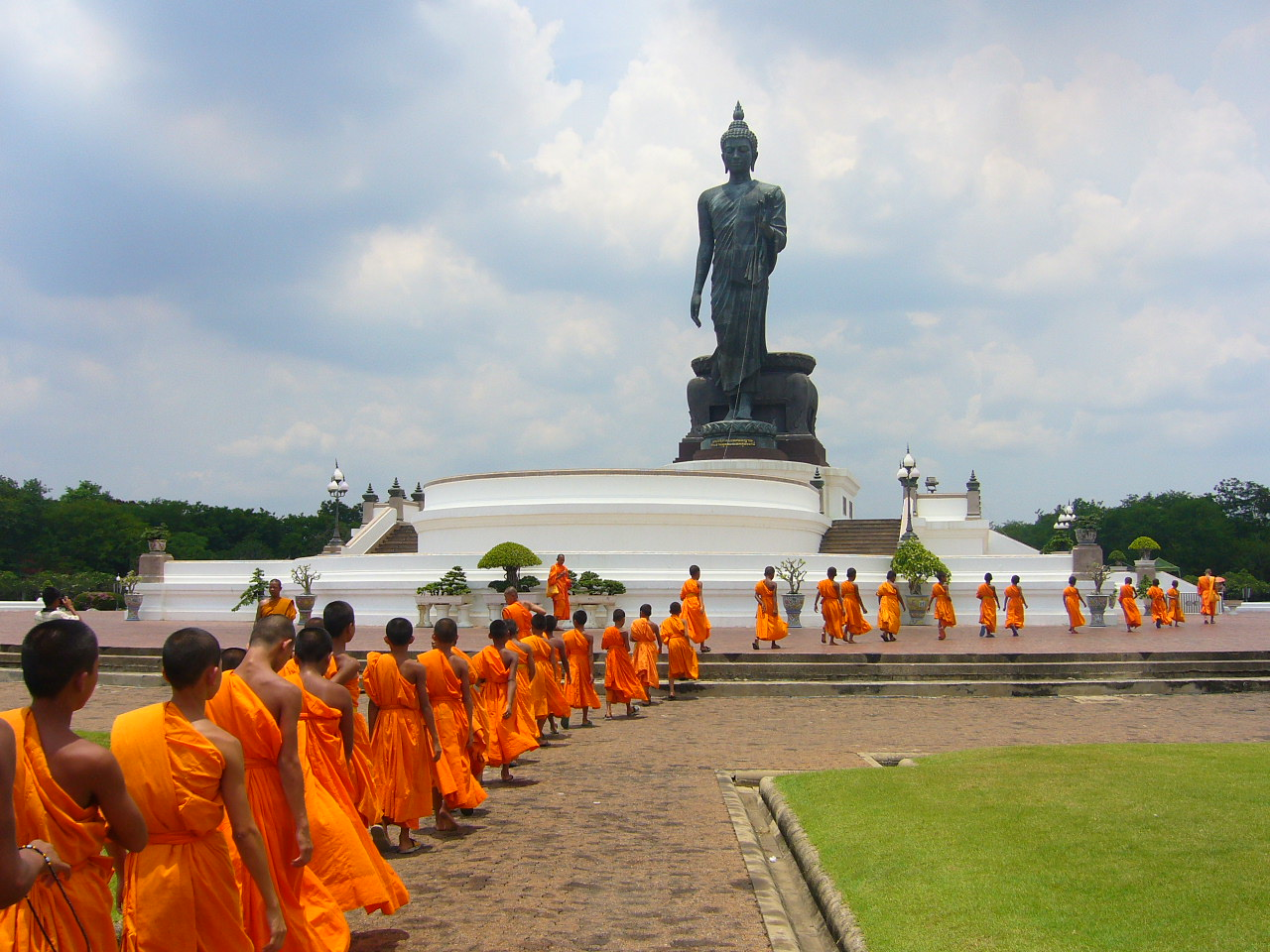
Các tăng sĩ tại Thái Lan

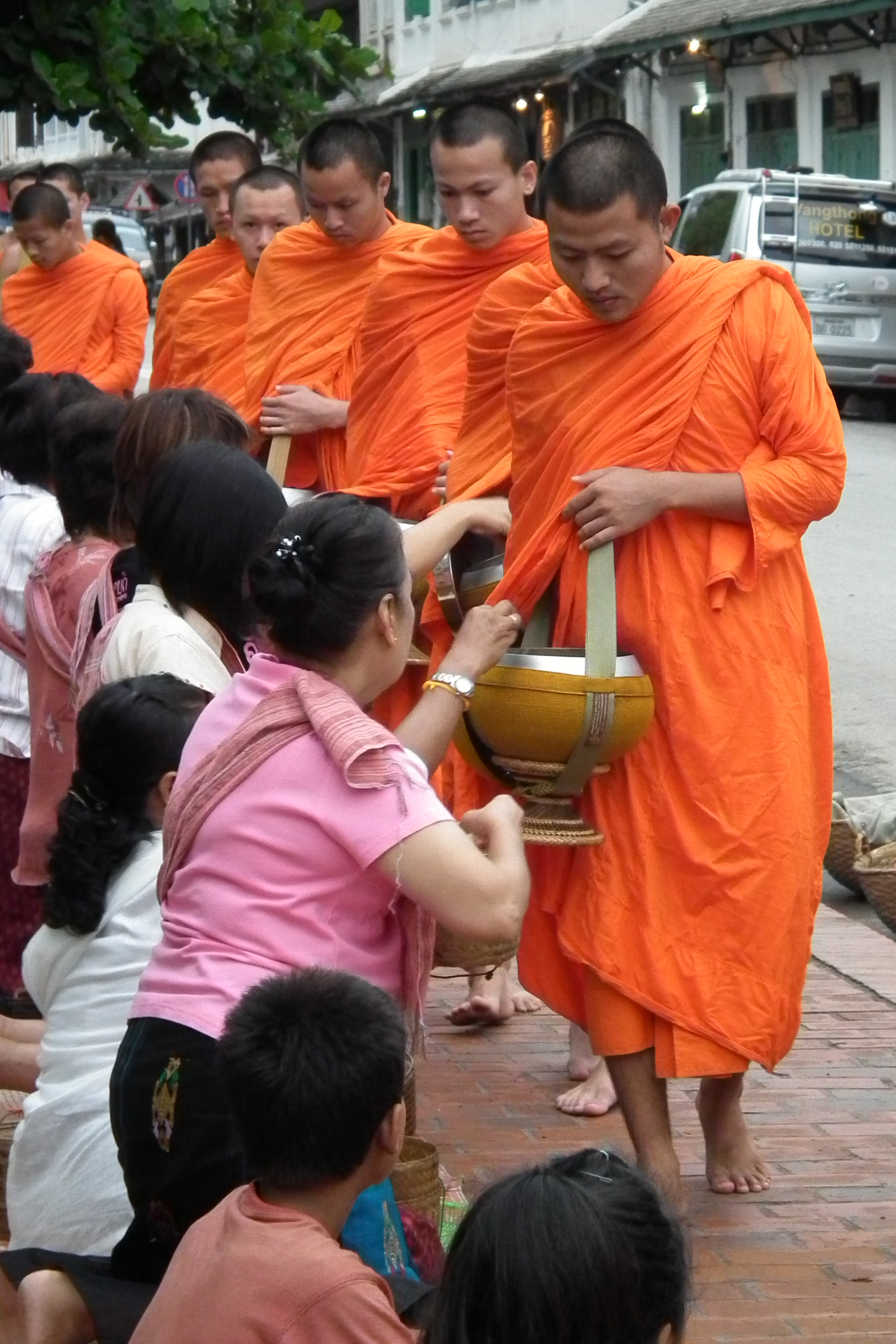
Tăng sĩ tại Luang Prabang, Lào đi khất thực

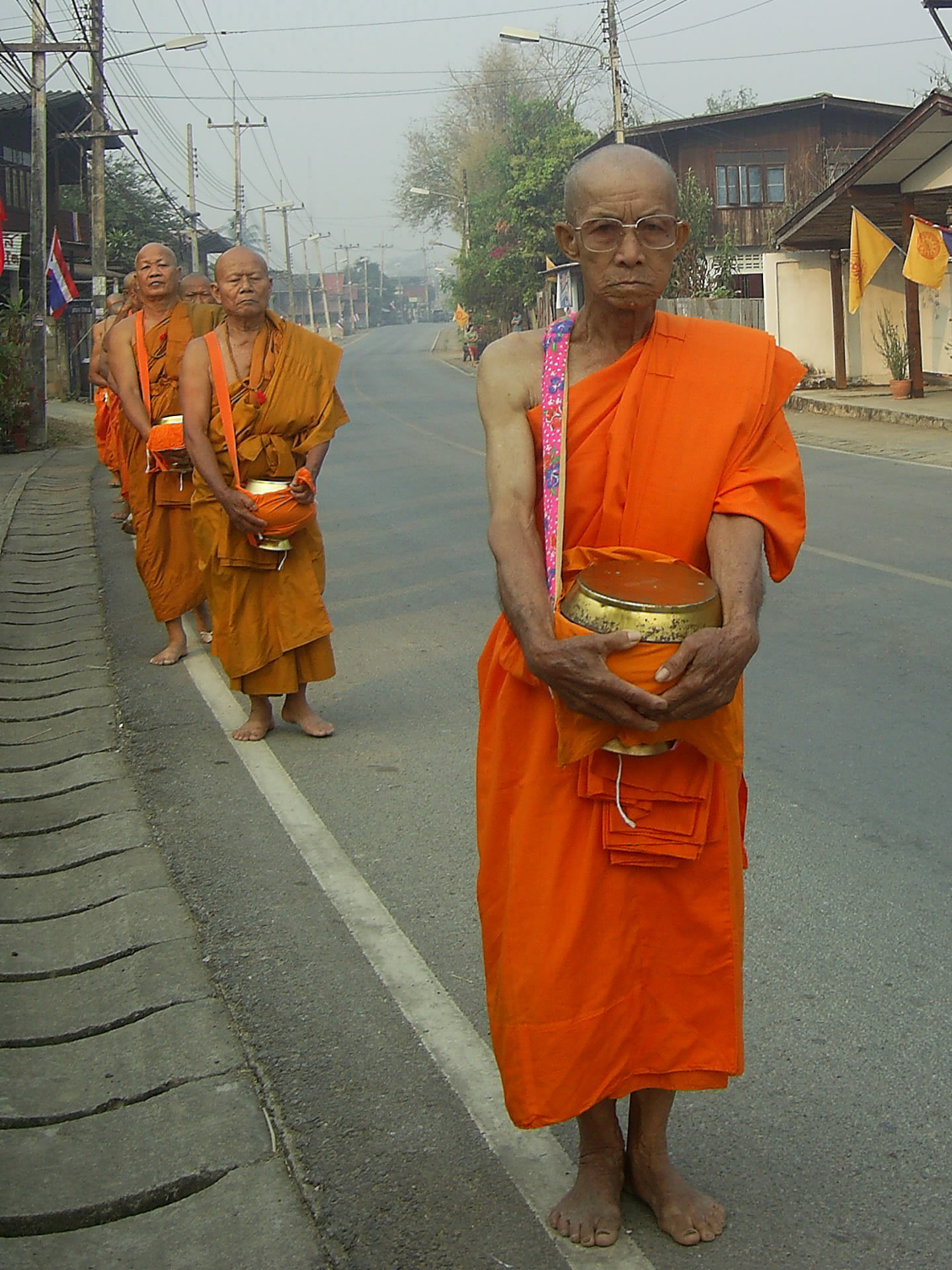
Tăng sĩ tại Thái Lan

Tì-kheo hay Tỳ-kheo (chữ Nho: 比丘) là danh từ phiên âm từ chữ bhikkhu trong tiếng Pali và chữ bhikṣu trong tiếng Phạn, có nghĩa là "người khất thực" (khất sĩ 乞士, khất sĩ nam 乞士男). Ta còn thấy cách đọc trại khác là Tỉ-kheo, Tỉ-khâu. Cách phiên âm Hán-Việt khác là Bật-sô (苾芻), Bị-sô (備芻), Tỉ-hô (比呼). Ngoài ra còn có những danh từ dịch theo ý như Trừ sĩ (除士), Huân sĩ (薰士), Phá phiền não (破煩惱), Trừ cận (除饉), Bố ma (怖魔). Nữ tu xuất gia theo đạo Phật thì gọi là tì-kheo-ni.
Thuật ngữ vốn thường được dùng ở Ấn Độ chỉ cho giai đoạn thứ tư trong cuộc đời của người theo đạo Bà-la-môn, trong đó người chủ gia đình rời bỏ đời sống gia đình ("xuất gia" và quy y), sống bằng hạnh khất thực và tìm cầu chân lý giải thoát. Trong Phật giáo, thuật ngữ có nghĩa là một tăng sĩ Phật giáo, người từ bỏ cuộc sống thế tục, thụ lãnh giới luật. Gần tương đương với thuật ngữ Sa-môn (zh. 沙門, sa. śramaṇa).
Trong luận giải về kinh Kim cương, Đại sư Tông Mật đã đưa ra 3 định nghĩa về thuật ngữ Tỉ-khâu:
1. Bố ma (zh. 怖魔): "mối lo sợ của Thiên Ma";
2. Khất sĩ (zh. 乞士); "sống bằng hạnh khất thực";
3. Tịnh giới (zh. 淨戒): "giới luật thanh tịnh".

Theo quan điểm nguyên thủy, chỉ có những người sống viễn ly mới có thể đạt được Niết-bàn. Hoạt động chính của những vị này là thiền định và giảng dạy giáo pháp, không được thụ hưởng cuộc đời và chịu sống lang thang không nhà. Giới luật của Tỳ kheo là đời sống phạm hạnh, mẫu mực, thiểu dục tri túc, không vợ con và thực hành từ bi, được đề ra trong Luật tạng.
Cuộc sống cơ hàn của Tỳ kheo được thể hiện trong chiếc áo cà-sa của các vị đó, gồm có ba phần (Tam y, (sa. tricīvara) và do vải vụn kết lại. Vật dụng hàng ngày chỉ gồm bát khất thực, dao cạo, kim chỉ, đồ lọc nước và gậy kinh hành. Tỳ kheo không được nhận tiền bạc hay các vật dụng khác. Thức ăn là do sự cúng dường.
Các vị tỳ kheo sống chung với nhau trong một đoàn thể gọi là Tăng đoàn, gồm bốn vị Tỳ kheo trở lên. Trong mùa mưa, các vị đó thường buộc phải an trú trong một tịnh xá (zh. 精舍, sa., pi. vihāra), gọi là an cư kiết hạ để tính tuổi hạ. lý do là vì nếu đi lại trong mùa mưa, các vị có thể gây tai hại cho động vật và cây cối. Vì vậy, các vị chỉ được rời tu viện vì lý do đặc biệt trong mùa này. Mùa An cư được chấm dứt bằng buổi lễ Tự tứ (zh. 自恣, sa. pravāraṇā), trong đó các vị cùng sống chung trong một trú xứ, trao đổi kinh nghiệm tu tập, hoằng truyền chánh pháp, kiểm điểm lại lỗi lầm hay thiếu sót với nhau. Qua năm tháng, Tỳ kheo ít đi vân du, các vị sống nhiều trong các tu viện, tuy nhiên, tục đi hành hương chiêm bái vẫn còn được giữ đến ngày nay. Ngày nay, các Tỳ kheo phần lớn vẫn còn giữ tập tục như hồi đức Phật còn tại thế, đặc biệt là Nam tông, nhưng mặt khác, họ phải thích nghi với đời sống xã hội và điều kiện địa lý. Ví dụ như các Tỳ kheo Trung Quốc thường hay làm công việc đồng áng, đó là điều mà Tỳ kheo ngày xưa không được làm vì sợ giết hại sinh mệnh côn trùng. Trong một vài trường phái của Tây Tạng và Nhật Bản, Tỳ kheo có thể lập gia đình, có vợ con. Các quy định về khất thực cũng thay đổi nhiều qua thời gian.

## Giới luật
Luật tạng có 227 giới cho Tỳ-kheo, 311 giới cho Tỳ-kheo ni, theo truyền thống Nguyên Thủy; và 250 giới cho Tỳ-kheo, 348 giới cho Tỳ-kheo ni, theo truyền thống Đại thừa, gọi là cụ túc giới.Một người tuổi đời dưới 20 phát tâm xuất gia, hay do gia đình đem gửi gắm vào cửa chùa, thường được gọi là chú tiểu.
Một người muốn xuất gia đi tu thì đầu tiên phải thọ giới Sa-di (samanera) hoặc Sa-di ni (samaneri), rồi sau một thời gian mới thọ cụ túc giới (upasampāda), phát nguyện tuân theo Giới bổn để trở thành Tỳ-kheo (bhikkhu) hoặc Tỳ-kheo ni (bhikkhuni).